# Бартонова академија
Бартонова академија (енгл. The Holdovers) је амерички хумористичко-драмски филм из 2023. године, који је режирао Александер Пејн, према сценарију Дејвида Хемингсона. Радња филма смештена је током зиме 1970/71, а Пол Џијамати глуми строгог професора класичних наука у интернату у Новој Енглеској који је приморан да остане и пази шачицу ученика који немају где да оду током зимског распуста. Да’Вајн Џој Рандолф игра управницу школске кафетерије, а Доминик Сеса једног од ученика који остаје у кампусу.
Филм је премијерно приказан 31. августа 2023. у Телјурајду, док је у америчким биоскопима објављен 27. октобра исте године. Наишао је на позитивне реакције критичара и зарадио преко 45 милиона долара. Амерички филмски институт и Национални одбор за рецензију филмова су га прогласили за један од десет најбољих филмова из 2023. године. Филм је освојио бројне награде, укључујући две награде Златни глобус и награде БАФТА; Рандолфова је освојила награду за најбољу споредну глумицу на обе церемоније. На 96. додели Оскара, филм је био номинован у пет категорија, укључујући оне за најбољи филм и најбољег глумца, а однео победу у категорији за најбољу споредну глумицу.

## Радња
У Новој Енглеској у децембру 1970. године, Пол Ханам је професор класичних наука на Бартоновој академији, мушком интернату који је некада похађао као стипендија. Његови ученици и колеге наставници га презиру због његовог строгог оцењивања и тврдоглавости. Др Вудрап, директор интерната и Ханамов бивши ученик, грди га што је коштао академију тако што је оборио сина једног сенатора, што је довело до тога да Универзитет Принстон повуче његову понуду за пријем.
Као казну, Ханам је принуђен да надгледа петорицу ученика који су остали у кампусу током распуста, укључујући Ангуса Талија, чија је мајка отказала породично путовање на Сент Китс због меденог месеца са својим новим мужем. Остала је и управница кафетерије Мери Ламб, чији је покојни син, Кертис, похађао Бартонову академију и погинуо у Вијетнамском рату након што је регрутован.
На жалост ученика, Ханам их тера да уче и вежбају на распусту. После шест дана, имућни отац једног од ученика стиже хеликоптером и пристаје да поведе сву петорицу ученика на скијање уз дозволу њихових родитеља. Ангус, у немогућности да добије дозволу од родитеља, остаје сам у Бартону са Ханамом и Мери. Када Ханам ухвати Ангуса како покушава да резервише хотелску собу, њих двојица се свађају око учитељове дисциплинске политике. Ангус импулсивно трчи школским ходницима и пркосно скаче међу гомилу опреме за теретану, ишчашивши раме. Ханам води Ангуса у болницу; да би заштитио Ханама од кривице, Ангус лаже лекаре о околностима своје повреде. У ресторану, Ханам и Ангус сусрећу Лидију Крејн, Вудрапову помоћницу. Ханам флертује са Лидијом, која их позива на своју божићну забаву.
Ангус, Ханам, Мери и домар у Бартону, Дени, присуствују Лидијиној забави. Ангус успешно флертује са Лидијином нећаком, Елис. Ханам је разочаран када открије да Лидија има дечка, а Мери се напије и доживи емоционални слом због Кертисове смрти. Ханам инсистира да оду раније. Ханам и Ангус се свађају; када учитељ помене Ангусовог оца, овај му каже да је његов отац мртав. Мери прекори Ханама због безосећајности.
Кајући се због својих поступака, Ханам организује малу прославу Божића. Мери убеђује Ханама да испуни Ангусову жељу за „излетом” у Бостон. Након што су Мери одвезли у Роксбери код њене трудне сестре, Ангус и Ханам се повезују на разним активностима у граду, укључујући клизање на леду и посету Музеју лепих уметности. Сусрећу се са једним од Ханамових колега са Универзитета Харвард, који је постао успешан академик. Ханам га лаже о својој каријери, а Ангус потврђује његову причу. Ханам невољно признаје Ангусу да је избачен са Харварда након што је намерно ударио колима друга из разреда (сина донатора универзитета који га је лажно оптужио за плагијат). Иако је инцидент умало уништио Ханамове изгледе за каријеру, стари директор Бартона се сажалио на њега и понудио му посао учитеља.
Када Ханам и Ангус оду у биоскоп, Ангус се искрада и Ханам га ухвати како улази у такси. Ангус објашњава да жели да види свог оца, а Ханам пристаје да га прати, под претпоставком да иду на гробље. Међутим, Ангусов отац је жив и затворен у психијатријској болници због проблема са менталним здрављем и насилних испада. Након посете, Ангус изражава забринутост за сопствено ментално здравље. Ханам теши Ангуса, изражавајући му поштовање и говорећи му да он није као свој отац. Ханам, Ангус, Мери и Дени заједно прослављају Нову годину.
У јануару 1971, Ханам је позван у канцеларију др Вудрапа, где чекају Ангусова мајка и очух. Они говоре Ханаму да је Ангусова посета психијатријској болници била неовлашћена и да је снежна кугла коју је Ангус дао оцу довела до његовог још једног насилног испада. Ангусова мајка и очух прете да ће Ангуса повући из Бартона и послати га на војну академију. Међутим, Ханам брани Ангуса и преузима пуну одговорност за организацију путовања. Вудрап даје отказ Ханаму, али дозвољава Ангусу да остане на Бартону.
Мери, која се донекле помирила са Кертисовом смрћу, поклања Ханаму бележницу за монографију коју жели да напише. Ханам и Ангус се опраштају. У свом аутомобилу, Ханам отпије гутљај скупог коњака који је украо од Вудрапа, испљуне га према школи и одвози се.

## Улоге
| Глумац              | Улога             |
| ------------------- | ----------------- |
| Пол Џијамати        | Пол Ханам         |
| Да’Вајн Џој Рандолф | Мери Ламб         |
| Доминик Сеса        | Ангус Тали        |
| Кери Престон        | Лидија Крејн      |
| Брејди Хепнер       | Теди Кунц         |
| Ијан Доли           | Алекс Олерман     |
| Џим Каплан          | Парк Је-Џун       |
| Мајкл Провост       | Џејсон Смит       |
| Ендру Гарман        | др Харди Вудрап   |
| Нахим Гарсија       | Дени              |
| Стивен Торн         | Томас Тали        |
| Џилијан Вигман      | Џуди Клотфелтер   |
| Тејт Донован        | Стенли Клотфелтер |
| Дарби Лили Ли-Стек  | Елис              |
| Кели Окојн          | Хју Кавано        |
| Ден Ејд             | Кенет             |